# Парламентские выборы в Каталонии (2017)
Выборы в Парламент Каталонии состоялись в Каталонии 21 декабря 2017 года. Хотя относительное большинство голосов (25,4 %) в ходе выборов получила партия, поддерживающая статус Каталонии как автономии в составе единой Испании, 52 % мест в Парламенте страны (70 из 135) в итоге получила коалиция из трёх партий, поддерживающих независимость Каталонии. В целом партии, поддерживающие независимость Каталонии, набрали 47,5 % голосов, выступающие против — 43,5 %. 7,5 % набрала партия «Можем», выступающая за свободу выбора путем референдума. Проходной барьер и коллегия выборщиков, несколько увеличивающая представительство преимущественно каталаноязычных сельских регионов за счёт Барселоны, в итоге привели к тому, что 47,5 % голосов фактически превращаются в 52 % мест в Парламенте.

## Предыстория
Досрочные выборы в Каталонии объявил премьер-министр Испании Мариано Рахой в ответ на попытку правительства автономии провозгласить независимость в октябре 2017 года (автономия была при этом временно упразднена). Ряд глав участвовавших в выборах партий находились либо в СИЗО в Мадриде, либо за границей как политические беженцы. Примечательно и то, что в ходе краткой предвыборной кампании практически единственной темой политических дебатов у всех основных партий был вопрос независимости региона. Кроме этого, в отличие от предыдущей предвыборной агитации, большинство партий отказалось от традиционного двуязычия: сепаратисты использовали практически только каталанский язык, а унионисты — только испанский. Дальнейшая политическая поляризация населения Каталонии происходит на основе языка, который в свою очередь определяет этническое происхождение избирателей.

## Процедуры выборов

Лидирующие списки по коммунам

Голосование в 135-местный парламент осуществляется тайно на основе всеобщего избирательного права. В Каталонии выделяют четыре многомандатных избирательных округа — Барселона (85 кресел), Таррагона (18), Жирона (17) и Лерида (15). По итогам выборов депутатские кресла распределяются между списками кандидатов пропорционально голосам, поданным за списки кандидатов.

## Результаты
Явка избирателей стала рекордной (79,09 %) за всю историю официальных выборов в Каталонии (в 2015 году — 74,9 %). По данным политологов, 58 % из числа 450 000 добавившихся в межвыборный период голосов было отдано за партии, которые не призывают к независимости, поддерживают право на референдум или, по крайней мере, не поддерживают независимость открыто или явно. Впрочем, как показали экзит-поллы, около десятой части респондентов, отдавших голоса за «формально неотделенческие партии», также при этом поддерживали идею независимости Каталонии, хотя и не посчитали её приоритетной. Для сравнения, сторонников «унии» с Испанией среди приверженцев трёх официально «индепендентистских» партий практически нет, поскольку эти позиции фактически являются взаимоисключающими. В результате, альянс отделенческих партий вновь получил большинство голосов в Парламенте.
| Округ     | Конвергенция | Конвергенция | Граждане | Граждане | Социалисты | Социалисты | Республиканцы | Республиканцы | Народная партия | Народная партия | Народное единство | Народное единство |
| Округ     | %            | М            | %        | М        | %          | М          | %             | М             | %               | М               | %                 | М                 |
| --------- | ------------ | ------------ | -------- | -------- | ---------- | ---------- | ------------- | ------------- | --------------- | --------------- | ----------------- | ----------------- |
| Барселона | 36,1         | 32           | 18,8     | 17       | 13,7       | 12         | 10,1          | 9             | 8,8             | 8               | 8,3               | 7                 |
| Жирона    | 56,1         | 11           | 12,5     | 2        | 8,7        | 1          | 4,8           | 1             | 5,9             | 1               | 8,6               | 1                 |
| Лерида    | 55,2         | 10           | 11,6     | 2        | 8,4        | 1          | 4,3           | −             | 7,3             | 1               | 8,2               | 1                 |
| Таррагона | 41,6         | 9            | 19,4     | 4        | 11,8       | 2          | 6,5           | 1             | 8,9             | 1               | 7,4               | 1                 |
| Всего     | 39,6         | 62           | 17,9     | 25       | 12,7       | 16         | 8,9           | 11            | 8,5             | 11              | 8,2               | 10                |